# Pulveribacter
Pulveribacter es un género de bacterias gramnegativas de la familia Comamonadaceae. Actualmente sólo contiene una especie: Pulveribacter suum. Fue descrita en el año 2019. Su etimología hace referencia a polvo. El nombre de la especie hace referencia a cerdo. Es aerobia y móvil por flagelo polar. Catalasa y oxidasa positivas. Tiene un tamaño de 0,6-0,7 μm de ancho por 1,4-8 μm de largo. Temperatura de crecimiento entre 10-37 °C, óptima de 28-30 °C. Forma colonias blancas y redondas en agar R2A tras 2 días de incubación. Tiene un contenido de G+C de 69,1%. Se ha aislado de polvo en una granja de cerdos en Corea del Sur. 